# Volker von der Heydt
Volker von der Heydt (* 22. Oktober 1944 in Potsdam; † 25. August 2023 ebenda) war ein deutscher Journalist.

## Leben und Wirken

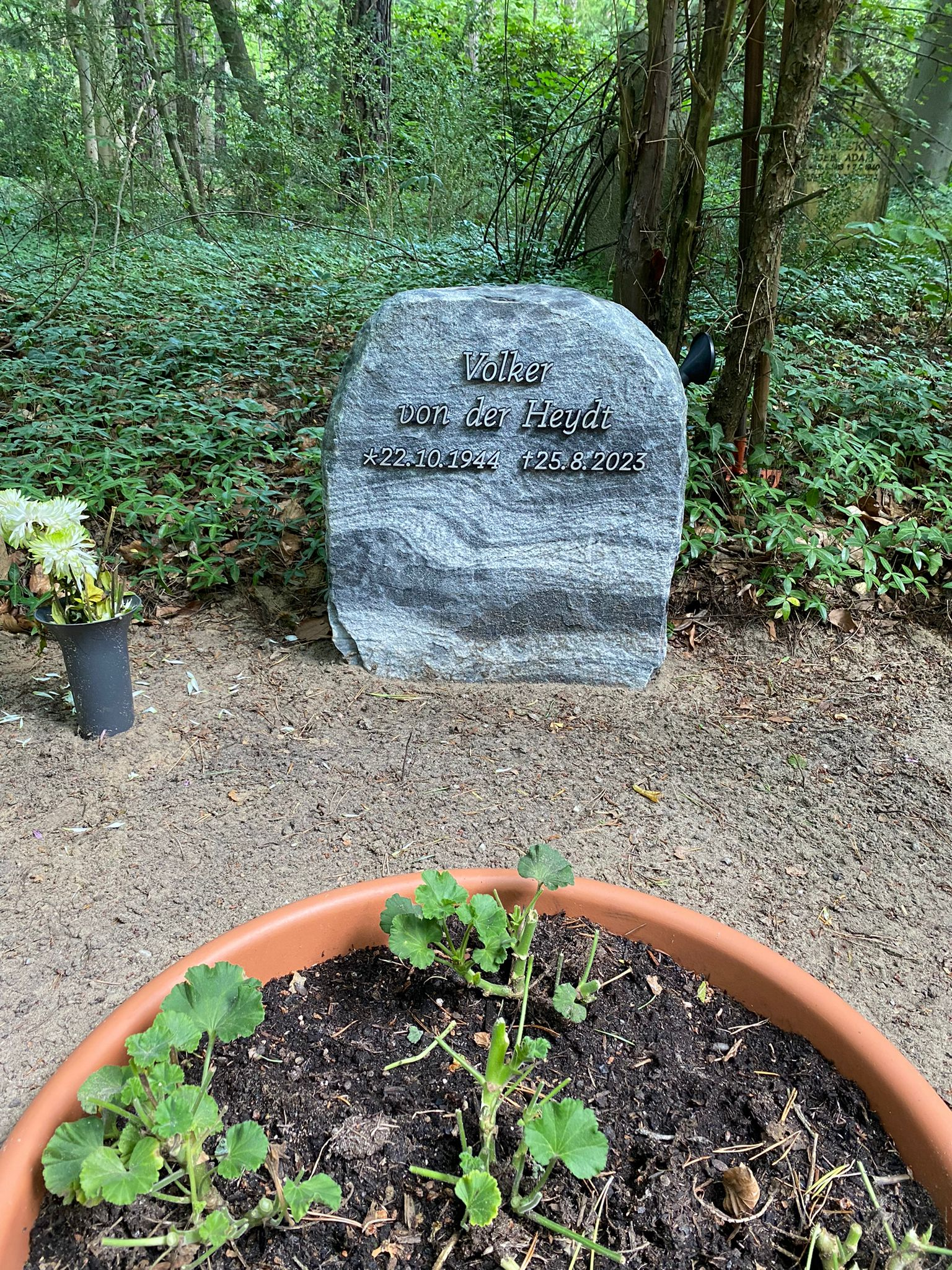
Grabstätte auf dem Südwestkirchhof Stahnsdorf

Volker von der Heydt wurde in Potsdam geboren und wuchs auch dort auf. Er studierte nach seinem Abitur Kirchenmusik. Von 1970 bis 1978 war er Kantor und Organist in Prenzlau. Er engagierte sich für die Kirchenmusik in Prenzlau. Von 1978 bis 1990 war er Fachreferent für Jugendarbeit im Bund der Evangelischen Kirchen in der DDR (BEK). Ab 1988 war er Hörfunk- und Fernsehbeauftragter des BEK.
Nach der Wende führte er im April 1990 als Kirchenbeauftragter beim Deutschen Fernsehfunk (DFF) ein kirchliches Programm ein. Beim Sender Ostdeutscher Rundfunk Brandenburg (ORB) war er ab Januar 1992 ebenfalls als Kirchenbeauftragter und später dann in leitender Position als Ressortleiter für Kirche und Soziales tätig. Von 1996 bis 2003 war er der Fernsehdirektor des ORB. Im Januar 2001 übernahm er die Leitung der ARD-Kirchenkoordination. Später war er der Geschäftsführer der DOK-Film-Fernsehproduktion.
Volker von der Heydt war verheiratet, hatte drei Söhne und wohnte in Potsdam. Er starb Ende August 2023 im Alter von 78 Jahren nach längerer Krankheit in einem Krankenhaus in Potsdam.
Seine letzte Ruhestätte fand Volker von der Heydt auf dem Südwestkirchhof Stahnsdorf.